# Metaceronema japonica
Metaceronema japonica är en insektsart som först beskrevs av William Miles Maskell 1897.  Metaceronema japonica ingår i släktet Metaceronema och familjen skålsköldlöss. Inga underarter finns listade i Catalogue of Life.